# Finais da NBA

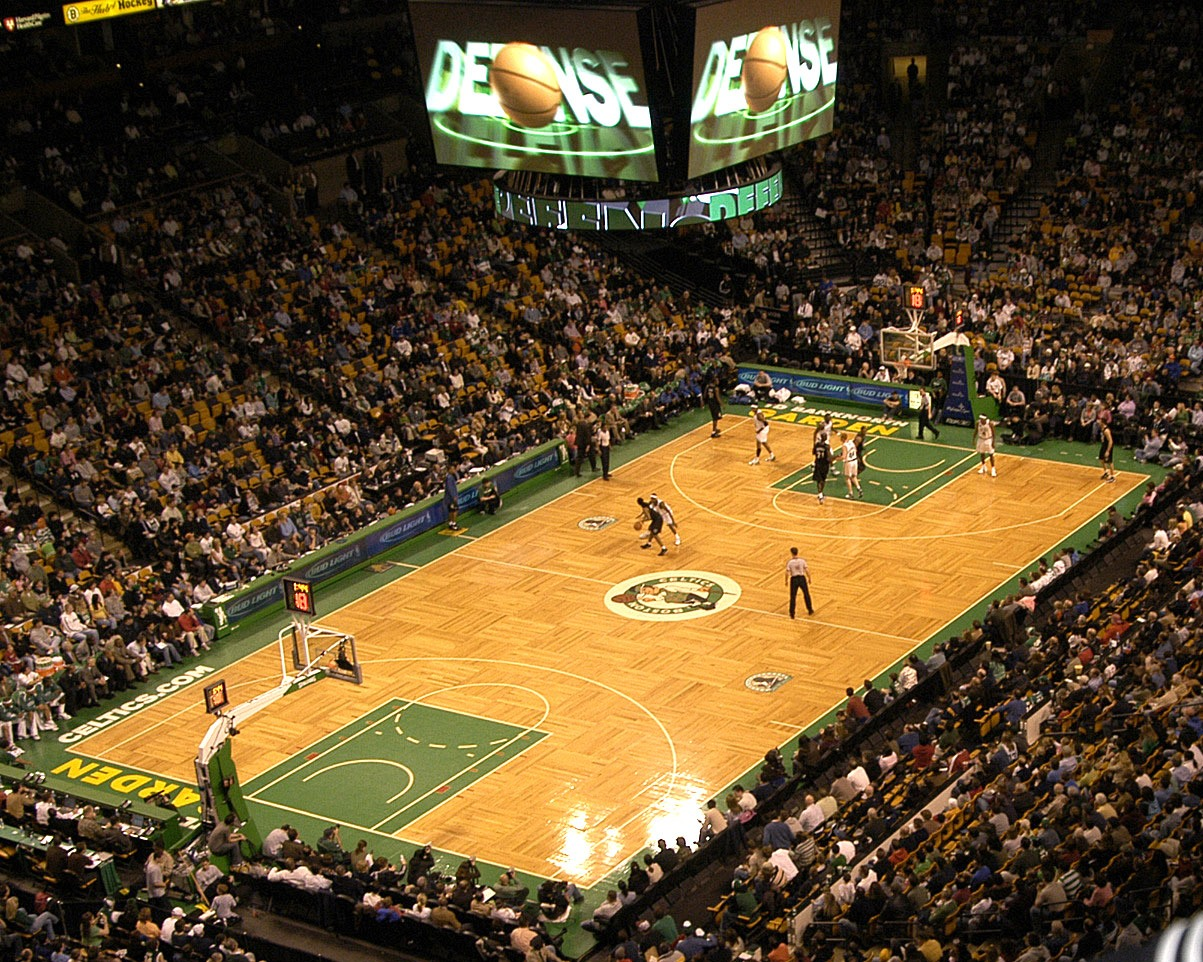
Boston Celtics, o maior campeão da NBA onde conquistou seu décimo oitavo Troféu Larry O'Brien.

As Finais da NBA são uma série de partidas "melhor de sete", entre os campeões das conferências leste e oeste, que decide o título da NBA. Ao final da disputa, a equipe campeã recebe o Troféu Larry O'Brien.
Atualmente, o formato garante que a equipe com a melhor campanha durante a temporada regular jogue quatro partidas em casa e três fora, seguindo o esquema 2-2-1-1-1, as duas primeiras pelo melhor time na temporada regular, a 3ª e 4ª pelo pior time na temporada, depois, se necessário, a 5ª na casa do melhor, a 6ª na casa do pior, e se necessário, o 7º jogo na casa do melhor time, nesta sequência. Modelo este adotado a partir da edição de 2014.

## Edições
| Ano  | Campeão Oeste          | Placar | Campeão Leste         | MVP das Finais                   |
| ---- | ---------------------- | ------ | --------------------- | -------------------------------- |
| 1947 | Chicago Stags          | 1–4    | Philadelphia Warriors |                                  |
| 1948 | Baltimore Bullets      | 4–2    | Philadelphia Warriors |                                  |
| 1949 | Minneapolis Lakers     | 4–2    | Washington Capitols   |                                  |
| 1950 | Minneapolis Lakers     | 4–2    | Syracuse Nationals    |                                  |
| 1951 | Rochester Royals       | 4–3    | New York Knicks       |                                  |
| 1952 | Minneapolis Lakers     | 4–3    | New York Knicks       |                                  |
| 1953 | Minneapolis Lakers     | 4–1    | New York Knicks       |                                  |
| 1954 | Minneapolis Lakers     | 4–3    | Syracuse Nationals    |                                  |
| 1955 | Ft. Wayne Pistons      | 3–4    | Syracuse Nationals    |                                  |
| 1956 | Ft. Wayne Pistons      | 1–4    | Philadelphia Warriors |                                  |
| 1957 | St. Louis Hawks        | 3–4    | Boston Celtics        |                                  |
| 1958 | St. Louis Hawks        | 4–2    | Boston Celtics        |                                  |
| 1959 | Minneapolis Lakers     | 0–4    | Boston Celtics        |                                  |
| 1960 | St. Louis Hawks        | 3–4    | Boston Celtics        |                                  |
| 1961 | St. Louis Hawks        | 1–4    | Boston Celtics        |                                  |
| 1962 | Los Angeles Lakers     | 3–4    | Boston Celtics        |                                  |
| 1963 | Los Angeles Lakers     | 2–4    | Boston Celtics        |                                  |
| 1964 | San Francisco Warriors | 1–4    | Boston Celtics        |                                  |
| 1965 | Los Angeles Lakers     | 1–4    | Boston Celtics        |                                  |
| 1966 | Los Angeles Lakers     | 3–4    | Boston Celtics        |                                  |
| 1967 | San Francisco Warriors | 2–4    | Philadelphia 76ers    |                                  |
| 1968 | Los Angeles Lakers     | 2–4    | Boston Celtics        |                                  |
| 1969 | Los Angeles Lakers     | 3–4    | Boston Celtics        | Jerry West, Lakers               |
| 1970 | Los Angeles Lakers     | 3–4    | New York Knicks       | Willis Reed, Knicks              |
| 1971 | Milwaukee Bucks        | 4–0    | Baltimore Bullets     | Kareem Abdul-Jabbar, Bucks       |
| 1972 | Los Angeles Lakers     | 4–1    | New York Knicks       | Wilt Chamberlain, Lakers         |
| 1973 | Los Angeles Lakers     | 1–4    | New York Knicks       | Willis Reed, Knicks (2)          |
| 1974 | Milwaukee Bucks        | 3–4    | Boston Celtics        | John Havlicek, Celtics           |
| 1975 | Golden State Warriors  | 4–0    | Washington Bullets    | Rick Barry, Warriors             |
| 1976 | Phoenix Suns           | 2–4    | Boston Celtics        | Jo Jo White, Celtics             |
| 1977 | Portland Trail Blazers | 4–2    | Philadelphia 76ers    | Bill Walton, Trail Blazers       |
| 1978 | Seattle SuperSonics    | 3–4    | Washington Bullets    | Wes Unseld, Bullets              |
| 1979 | Seattle SuperSonics    | 4–1    | Washington Bullets    | Dennis Johnson, SuperSonics      |
| 1980 | Los Angeles Lakers     | 4–2    | Philadelphia 76ers    | Magic Johnson, Lakers            |
| 1981 | Houston Rockets        | 2–4    | Boston Celtics        | Cedric Maxwell, Celtics          |
| 1982 | Los Angeles Lakers     | 4–2    | Philadelphia 76ers    | Magic Johnson, Lakers (2)        |
| 1983 | Los Angeles Lakers     | 0–4    | Philadelphia 76ers    | Moses Malone, 76ers              |
| 1984 | Los Angeles Lakers     | 3–4    | Boston Celtics        | Larry Bird, Celtics              |
| 1985 | Los Angeles Lakers     | 4–2    | Boston Celtics        | Kareem Abdul-Jabbar, Lakers (2)  |
| 1986 | Houston Rockets        | 2–4    | Boston Celtics        | Larry Bird, Celtics (2)          |
| 1987 | Los Angeles Lakers     | 4–2    | Boston Celtics        | Magic Johnson, Lakers (3)        |
| 1988 | Los Angeles Lakers     | 4–3    | Detroit Pistons       | James Worthy, Lakers             |
| 1989 | Los Angeles Lakers     | 0–4    | Detroit Pistons       | Joe Dumars, Pistons              |
| 1990 | Portland Trail Blazers | 1–4    | Detroit Pistons       | Isiah Thomas, Pistons            |
| 1991 | Los Angeles Lakers     | 1–4    | Chicago Bulls         | Michael Jordan, Bulls            |
| 1992 | Portland Trail Blazers | 2–4    | Chicago Bulls         | Michael Jordan, Bulls (2)        |
| 1993 | Phoenix Suns           | 2–4    | Chicago Bulls         | Michael Jordan, Bulls (3)        |
| 1994 | Houston Rockets        | 4–3    | New York Knicks       | Hakeem Olajuwon, Rockets         |
| 1995 | Houston Rockets        | 4–0    | Orlando Magic         | Hakeem Olajuwon, Rockets (2)     |
| 1996 | Seattle SuperSonics    | 2–4    | Chicago Bulls         | Michael Jordan, Bulls (4)        |
| 1997 | Utah Jazz              | 2–4    | Chicago Bulls         | Michael Jordan, Bulls (5)        |
| 1998 | Utah Jazz              | 2–4    | Chicago Bulls         | Michael Jordan, Bulls (6)        |
| 1999 | San Antonio Spurs      | 4–1    | New York Knicks       | Tim Duncan, Spurs                |
| 2000 | Los Angeles Lakers     | 4–2    | Indiana Pacers        | Shaquille O'Neal, Lakers         |
| 2001 | Los Angeles Lakers     | 4–1    | Philadelphia 76ers    | Shaquille O'Neal, Lakers (2)     |
| 2002 | Los Angeles Lakers     | 4–0    | New Jersey Nets       | Shaquille O'Neal, Lakers (3)     |
| 2003 | San Antonio Spurs      | 4–2    | New Jersey Nets       | Tim Duncan, Spurs (2)            |
| 2004 | Los Angeles Lakers     | 1–4    | Detroit Pistons       | Chauncey Billups, Pistons        |
| 2005 | San Antonio Spurs      | 4–3    | Detroit Pistons       | Tim Duncan, Spurs (3)            |
| 2006 | Dallas Mavericks       | 2–4    | Miami Heat            | Dwyane Wade, Miami               |
| 2007 | San Antonio Spurs      | 4–0    | Cleveland Cavaliers   | Tony Parker, Spurs               |
| 2008 | Los Angeles Lakers     | 2–4    | Boston Celtics        | Paul Pierce, Celtics             |
| 2009 | Los Angeles Lakers     | 4–1    | Orlando Magic         | Kobe Bryant, Lakers              |
| 2010 | Los Angeles Lakers     | 4–3    | Boston Celtics        | Kobe Bryant, Lakers (2)          |
| 2011 | Dallas Mavericks       | 4–2    | Miami Heat            | Dirk Nowitzki, Mavericks         |
| 2012 | Oklahoma City Thunder  | 1–4    | Miami Heat            | LeBron James, Heat               |
| 2013 | San Antonio Spurs      | 3–4    | Miami Heat            | LeBron James, Heat (2)           |
| 2014 | San Antonio Spurs      | 4–1    | Miami Heat            | Kawhi Leonard, Spurs             |
| 2015 | Golden State Warriors  | 4–2    | Cleveland Cavaliers   | Andre Iguodala, Warriors         |
| 2016 | Golden State Warriors  | 3–4    | Cleveland Cavaliers   | LeBron James, Cavaliers (3)      |
| 2017 | Golden State Warriors  | 4–1    | Cleveland Cavaliers   | Kevin Durant, Warriors           |
| 2018 | Golden State Warriors  | 4–0    | Cleveland Cavaliers   | Kevin Durant, Warriors (2)       |
| 2019 | Golden State Warriors  | 2–4    | Toronto Raptors       | Kawhi Leonard, Raptors (2)       |
| 2020 | Los Angeles Lakers     | 4–2    | Miami Heat            | LeBron James, Lakers (4)         |
| 2021 | Phoenix Suns           | 2–4    | Milwaukee Bucks       | Giannis Antetokounmpo, Bucks     |
| 2022 | Golden State Warriors  | 4–2    | Boston Celtics        | Stephen Curry, Warriors          |
| 2023 | Denver Nuggets         | 4–1    | Miami Heat            | Nikola Jokić, Nuggets            |
| 2024 | Dallas Mavericks       | 1–4    | Boston Celtics        | Jaylen Brown, Celtics            |
| 2025 | Oklahoma City Thunder  | 4–3    | Indiana Pacers        | Shai Gilgeous-Alexander, Thunder |

### Aparições nas Finais
| Aparições | Equipe                  | Campeão | Vice                                                                                           | Aproveitamento | Última aparição | Último título |
| --------- | ----------------------- | --- | ---------------------------------------------------------------------------------------------- | -------------- | --------------- | ------------- |
| 23        | Boston Celtics          | 18 (1957, 1959, 1960, 1961, 1962, 1963, 1964, 1965, 1966, 1968, 1969, 1974, 1976, 1981, 1984, 1986, 2008 e 2024) | 5 (1958, 1985, 1987, 2010 e 2022)                                                              | .783           | 2024            | 2024          |
| 32        | Los Angeles Lakers a    | 17 (1949, 1950, 1952, 1953, 1954, 1972, 1980, 1982, 1985, 1987, 1988, 2000, 2001, 2002, 2009, 2010 e 2020)       | 15 (1959, 1962, 1963, 1965, 1966, 1968, 1969, 1970, 1973, 1983, 1984, 1989, 1991, 2004 e 2008) | .567           | 2020            | 2020          |
| 12        | Golden State Warriors b | 7 (1947, 1956, 1975, 2015, 2017, 2018 e 2022)                                                                    | 5 (1948, 1964, 1967, 2016 e 2019)                                                              | .545           | 2022            | 2022          |
| 6         | Chicago Bulls           | 6 (1991, 1992, 1993, 1996, 1997 e 1998)                                                                          | 0                                                                                              | 1.000          | 1998            | 1998          |
| 6         | San Antonio Spurs       | 5 (1999, 2003, 2005, 2007 e 2014)                                                                                | 1 (2013)                                                                                       | .833           | 2014            | 2014          |
| 9         | Philadelphia 76ers c    | 3 (1955, 1967 e 1983)                                                                                            | 6 (1950, 1954, 1977, 1980, 1982 e 2001)                                                        | .333           | 2001            | 1983          |
| 7         | Detroit Pistons d       | 3 (1989, 1990 e 2004)                                                                                            | 4 (1955, 1956, 1988 e 2005)                                                                    | .428           | 2005            | 2004          |
| 7         | Miami Heat              | 3 (2006, 2012 e 2013)                                                                                            | 4 (2011, 2014, 2020 e 2023)                                                                    | .428           | 2023            | 2013          |
| 8         | New York Knicks         | 2 (1970 e 1973)                                                                                                  | 6 (1951, 1952, 1953, 1972, 1994 e 1999)                                                        | .250           | 1999            | 1973          |
| 4         | Houston Rockets         | 2 (1994 e 1995)                                                                                                  | 2 (1981 e 1986)                                                                                | .500           | 1995            | 1995          |
| 3         | Milwaukee Bucks         | 2 (1971 e 2021)                                                                                                  | 1 (1974)                                                                                       | .666           | 2021            | 2021          |
| 5         | Oklahoma City Thunder f | 2 (1979 e 2025)                                                                                                  | 3 (1978, 1996 e 2012)                                                                          | .400           | 2025            | 2025          |
| 5         | Cleveland Cavaliers     | 1 (2016) | 4 (2007, 2015, 2017 e 2018)                                                                    | .200           | 2018            | 2016          |
| 4         | Atlanta Hawks e         | 1 (1958) | 3 (1957, 1960 e 1961)                                                                          | .250           | 1961            | 1958          |
| 4         | Washington Wizards g    | 1 (1978) | 3 (1971, 1975 e 1979)                                                                          | .250           | 1979            | 1978          |
| 3         | Portland Trail Blazers  | 1 (1977) | 2 (1990 e 1992)                                                                                | .333           | 1992            | 1977          |
| 3         | Dallas Mavericks        | 1 (2011) | 2 (2006 e 2024)                                                                                | .333           | 2024            | 2011          |
| 1         | Sacramento Kings h      | 1(1951) | 0                                                                                              | 1.000          | 1951            | 1951          |
| 1         | Baltimore Bullets       | 1 (1948) | 0                                                                                              | 1.000          | 1948            | 1948          |
| 1         | Toronto Raptors         | 1 (2019) | 0                                                                                              | 1.000          | 2019            | 2019          |
| 1         | Denver Nuggets          | 1 (2023) | 0                                                                                              | 1.000          | 2023            | 2023          |
| 3         | Phoenix Suns            | 0 | 3 (1976,1993, 2021)                                                                            | .000           | 2021            | Nunca         |
| 2         | Orlando Magic           | 0 | 2 (1995 e 2009)                                                                                | .000           | 2009            | Nunca         |
| 2         | Brooklyn Nets i         | 0 | 2 (2002 e 2003)                                                                                | .000           | 2003            | Nunca         |
| 2         | Utah Jazz j             | 0 | 2 (1997 e 1998)                                                                                | .000           | 1998            | Nunca         |
| 1         | Indiana Pacers          | 0 | 2 (2000 e 2025)                                                                                | .000           | 2025            | Nunca         |
| 1         | Chicago Stags k         | 0 | 1 (1947)                                                                                       | .000           | 1947            | Nunca         |
| 1         | Washington Capitols k   | 0 | 1 (1949)                                                                                       | .000           | 1949            | Nunca         |

| Títulos | Jogador                       | Equipe(s)                                            | Anos                           |
| ------- | ----------------------------- | ---------------------------------------------------- | ------------------------------ |
| 11      | Bill Russell                  | Boston Celtics                                       | 1957, 1959-66, 1968-69         |
| 10      | Sam Jones                     | Boston Celtics                                       | 1959-1966, 1968-69             |
| 8       | Tom Heinsohn                  | Boston Celtics                                       | 1957, 1959-65                  |
| 8       | K. C. Jones                   | Boston Celtics                                       | 1959-66                        |
| 8       | Tom Sanders                   | Boston Celtics                                       | 1961-66, 1968-9                |
| 8       | John Havlicek                 | Boston Celtics                                       | 1963-66, 1968-69, 1974, 1976   |
| 7       | Jim Loscutoff Frank Ramsey    | Boston Celtics                                       | 1957, 1959, 1960-4             |
| 7       | Robert Horry                  | Houston Rockets Los Angeles Lakers San Antonio Spurs | 1994-5 2000-02 2005, 2007      |
| 6       | Bob Cousy                     | Boston Celtics                                       | 1957, 1959-63                  |
| 6       | Kareem Abdul-Jabbar           | Milwaukee Bucks Los Angeles Lakers                   | 1971 1980, 1982, 1985, 1987-88 |
| 6       | Michael Jordan Scottie Pippen | Chicago Bulls                                        | 1991-93, 1996-98               |
| 5       | George Mikan Jim Pollard      | Minneapolis Lakers                                   | 1949-50, 1952-54               |
| 5       | Slater Martin                 | Minneapolis Lakers St. Louis Hawks                   | 1950, 1952-54 1958             |
| 5       | Larry Siegfried               | Boston Celtics                                       | 1964-6, 1968-9                 |
| 5       | Don Nelson                    | Boston Celtics                                       | 1966, 1968-69, 1974, 1976      |
| 5       | Michael Cooper Magic Johnson  | Los Angeles Lakers                                   | 1980, 1982, 1985, 1987-88      |
| 5       | Dennis Rodman                 | Detroit Pistons Chicago Bulls                        | 1989-90 1996-98                |
| 5       | Ron Harper                    | Chicago Bulls Los Angeles Lakers                     | 1996-98 2000-01                |
| 5       | Steve Kerr                    | Chicago Bulls San Antonio Spurs                      | 1996-98 1999, 2003             |
| 5       | Derek Fisher Kobe Bryant      | Los Angeles Lakers                                   | 2000-02, 2009-10               |
| 5       | Tim Duncan                    | San Antonio Spurs                                    | 1999, 2003, 2005, 2007, 2014   |

| Títulos | Treinador      | Equipe(s)                        | Anos                           |
| ------- | -------------- | -------------------------------- | ------------------------------ |
| 11      | Phil Jackson   | Chicago Bulls Los Angeles Lakers | 1991-3, 1996-8 2000-2, 2009-10 |
| 9       | Red Auerbach   | Boston Celtics                   | 1957, 1959, 1960-6             |
| 5       | John Kundla    | Minneapolis Lakers               | 1949-50, 1952-4                |
| 5       | Pat Riley      | Los Angeles Lakers Miami Heat    | 1982, 1985, 1987-8 2006        |
| 5       | Gregg Popovich | San Antonio Spurs                | 1999, 2003, 2005, 2007, 2014   |

| Títulos | Pessoa                  | Como atleta                             | Como técnico                              |
| ------- | ----------------------- | --------------------------------------- | ----------------------------------------- |
| 13      | Phil Jackson            | New York Knicks (2)                     | Chicago Bulls (6), Los Angeles Lakers (5) |
| 11      | Bill Russell            | Boston Celtics (11)                     | Boston Celtics(2)1                        |
| 10      | K.C. Jones Tom Heinsohn | Boston Celtics(8)                       | Boston Celtics (2)                        |
| 9       | Steve Kerr              | Chicago Bulls (3) San Antonio Spurs (2) | Golden State Warriors (4)                 |
| 6       | Pat Riley               | Los Angeles Lakers(1)                   | Los Angeles Lakers (4), Miami Heat (1)    |
| 5       | Bill Sharman            | Boston Celtics(4)                       | Los Angeles Lakers (1)                    |
| 3       | Red Holzman             | Rochester Royals (1)                    | New York Knicks (2)                       |
| 3       | Tyronn Lue              | Los Angeles Lakers (2)                  | Cleveland Cavaliers (1)                   |
| 2       | Billy Cunningham        | Philadelphia 76ers (1)                  | Philadelphia 76ers (1)                    |
| 2       | Larry Costello          | Philadelphia 76ers (1)                  | Milwaukee Bucks (1)                       |
| 2       | Rick Carlisle           | Boston Celtics (1)                      | Dallas Mavericks (1)                      |
| 2       | George Senesky          | Philadelphia Warriors (1)               | Philadelphia Warriors (1)                 |
| 1       | Buddy Jeannette         | Baltimore Bullets1                      | Baltimore Bullets1                        |

## Curiosidades
- Dez das atuais equipes da NBA nunca levaram o título, com a mais antiga, o Phoenix Suns, tendo sido fundada em 1968 e chegado no máximo a três finais.
- Das outras 19 equipes que levaram um título, sete tem secas de no mínimo 38 anos. Consequentemente, todos os campeonatos desde 1984 foram conquistados por apenas catorze equipes: Lakers (9), Bulls (6), Spurs (5), Warriors (4), Celtics (3), Pistons (3), Heat (3), Rockets (2), Mavericks (1), Cavaliers (1), Raptors (1), Bucks (1) , Nuggets (1) e Thunder (1).
- Das quatro ligas profissionais norte-americanas, a NBA é a mais desigual. Dez equipes nunca foram campeãs, só onze times tem mais de um campeonato e dois destes (Celtics e Lakers) tem sozinhos quase metade dos títulos, e no geral 61 dos 77 campeonatos foram vencidos por apenas 9 franquias. Também era um recorde em 2015 o fato de seis equipes nunca terem sido finalistas, reduzido a 3 em 2023.[4]
- Só dez jogadores foram a seis ou mais finais consecutivas. LeBron James conseguiu oito finais, quatro vezes no Miami Heat (2011-14) e quatro no Cleveland Cavaliers (2015-18), as sete primeiras junto de James Jones. Andre Iguodala completou cinco com o Golden State Warriors (2015-19) e uma sexta no Miami Heat (2020). Os outros sete eram do Boston Celtics, que chegou a dez decisões entre 1957 e 1966: Bill Russell, Sam Jones, K.C. Jones, Frank Ramsey, Tom Heinsohn, Bob Cousy e Bill Sharman.[5][6]
- Quatro jogadores foram campeões por três equipes diferentes, Robert Horry (dois no Rockets, três no Lakers, dois no Spurs), John Salley (dois no Pistons, um no Bulls, um no Lakers), Danny Green (Spurs, Raptors e Lakers), e LeBron James (dois pelo Heat, um pelo Cavaliers, um pelo Lakers). James também foi o único a ser eleito melhor jogador das finais por todos os três times.[7]
- A temporada 2014-15 foi a primeira na história da NBA a ter 2 brasileiros disputando as Finais, sendo eles Anderson Varejão pelo Cleveland Cavaliers e Leandro Barbosa pelo Golden State Warriors, porém, apenas Barbosa jogou, pois Varejão estava lesionado. Quando os dois times voltaram às finais de 2016, os dois brasileiros estavam na equipe dos Warriors, com Varejão se tornando o primeiro atleta a ter jogado pelos dois finalistas na mesma temporada.